# 希夸拉夸拉區

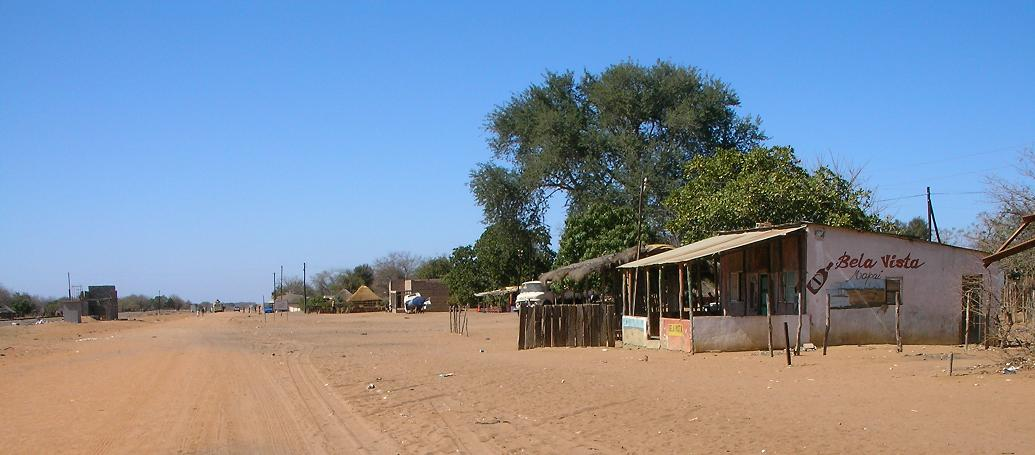

22°05′S 31°41′E / 22.083°S 31.683°E
希夸拉夸拉區（葡萄牙語：Chicualacuala），是莫桑比克的行政區，位於該國南部，由加扎省負責管轄，首府設於希夸拉夸拉，面積18,155平方公里，2011年人口41,638，人口密度每平方公里2.3人。